# Josef Seidel

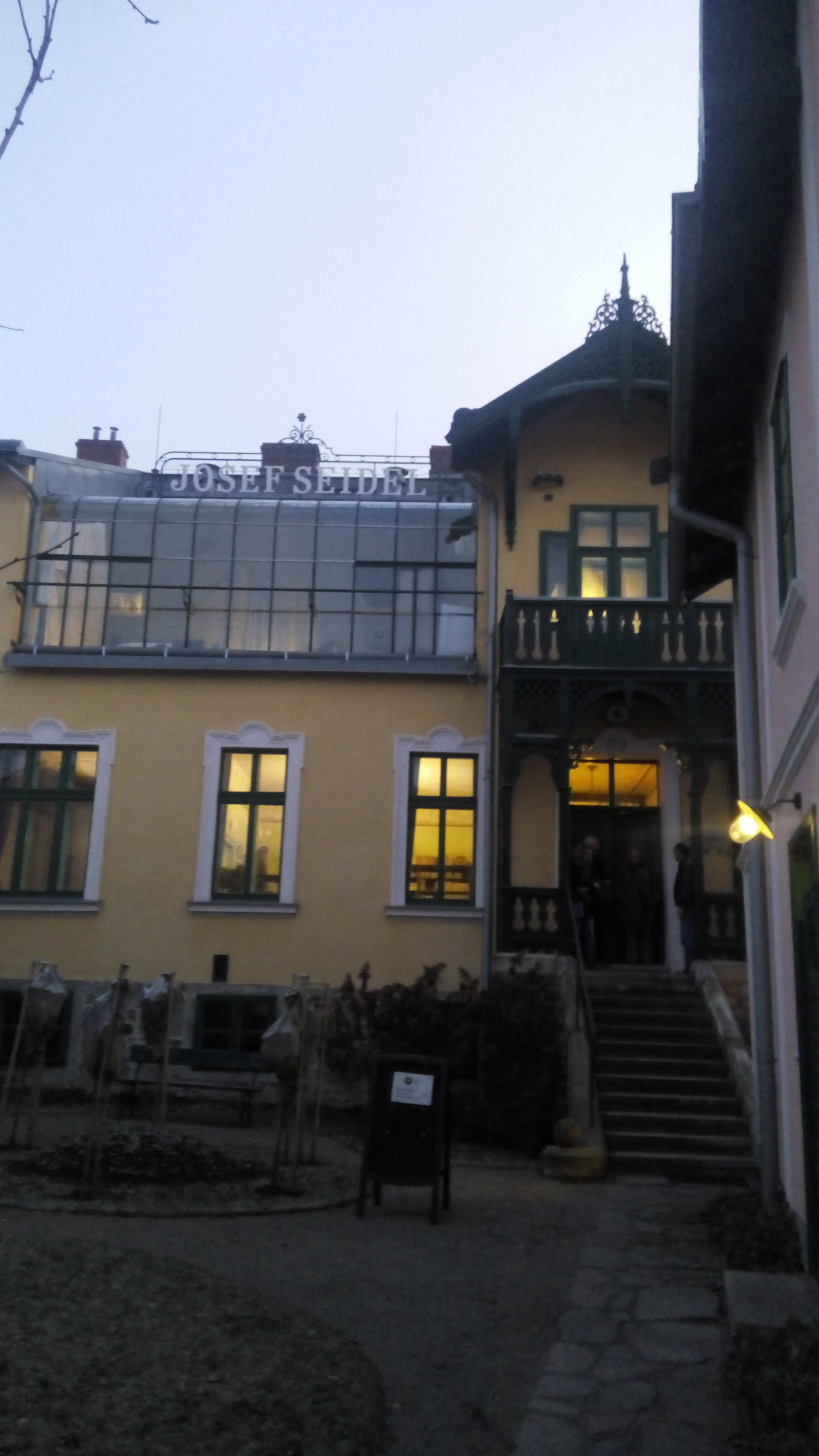
La casa con el taller de Josef Seidel en una fría noche otoñal

Josef Seidel (2 de octubre de 1859, Líska [ahora parte de Česká Kamenice] – 21 de octubre de 1935, Český Krumlov) fue un fotógrafo checo muy importante especializado en retratos y paisajes.

## Inicios
Era de una familia alemana de clase baja que vivía en la parte de los Sudetes cerca de Děčín. Se formó en la fotografía a sí mismo y después trabajó en muchos talleres fotográficos casi en todo el Imperio Austrohúngaro. También trabajó dos años en una fábrica vienesa de tablas fotográficas de vidrio. Después de unas breves estancias en Opava (1886) y Prachatice (1887) llegó a ser el fotógrafo dirigente en el taller “Gotthard Zimmer” en Český Krumlov en el año 1888. Cuando Gotthard Zimmer murió (1886), el taller pasó a manos de la viuda, Karolína. Luego, en el año 1890, Seidel compró este taller.

## Su edad de oro
Muy pronto se convirtió en un fotógrafo famoso. Además de su trabajo principal – los retratos – empezó a fotografiar la ciudad de Český Krumlov y otros pueblos de su alrededor (como, por ejemplo, la Selva de Bohemia o las montañas de Nové Hrady). Seidel tenía un gran talento artístico y compositivo y, asimismo, sus fotografías eran de buena calidad y con pocas mejoras. Además, no temía hacer experimentos. Ya al empezar del siglo hacía fotografías panorámicas y desde el año 1910 usaba placa autocroma para crear fotografías en color. Como quería captar el paisaje en las cuatro estaciones, usaba esquís, bicicleta o una moto de Laurin & Klement. Por tanto, Seidel fue incluso un gran innovador del esquí y del ciclismo. Muchas de sus fotos fueron también publicadas como postales. Gracias a todo esto Josef Seidel se convirtió en un artista muy reconocido.

## Herencia de Josef Seidel
František Seidel (1908 – 1997), hijo de Josef Seidel, continuó con el trabajo de su padre después de que este falleció (1949); y no era un fotógrafo menos mañoso.
Josef Seidel es junto con Josef Wolf (1864 – 1938) uno de los fotógrafos más importantes que fotografiaron la Selva de Bohemia. Sus imágenes aparecen en exposiciones de fotografía histórica, en museos, y también, por ejemplo, en libros que han sido publicados recientemente.
Hoy aún podemos visitar su casa con el taller. La casa fue construida en el año 1905 y luego reconstruida entre los años 2006 y 2008. Se encuentra en la calle Linecká en Český Krumlov y sirve no solo como un museo, sino también como un estudio, que era su propósito. Es precisamente aquí donde podéis mandar a hacer fotografías de la época.